# Комбајн
Комбајн (енгл. combine, скраћено од енгл. combine harvester - комбинована жетелица) је пољопривредна машина за жетву разних житарица, уљане репице, соје, пасуља, грашка и слично. Назив потиче од његовог комбиновања три одвојене операције које обавља, а то су жетва, вршидба и завршно раздвајање зрна од сламе и плеве и то у једном процесу.
Овакав процес се до краја 19. века углавном вршио ручно. Касније је почео развој машина, које су допринеле великом олакшању и смањењу времена при жетви. Ове машине, које су се звале вршалице, а данас су познате као комбајни на почетку коришћења биле су стационарне што значи да су биле погоњене снагом животиња, то јест коњима, а касније парном машином која је такође морала бити довучена до места жетве. Касније су погон ових машина преузели трактори. Педесетих година 20. века се појавио трактором вучени комбајн да би га наследио модерни комбајн са сопственим погоном.
Савремени комбајни задовољава поменуте операције. Њиховом појавом се увишестручила брзина жетве као допринос побољшање исте. Побољшање жетве је у ствари смањење губитака зрна при раду као и мањи лом зрна, а при том и већи квалитет чистоће зрна.
Комбајн се први пут појавио у Сједињеним Америчким Државама 1834. године од произвођача Hiram Moore, који је предњачио данашњим комбајнима. Најраније верзије су погоњене снагом животиња да би се 1839. од стране истог произвођача добила потпунија верзија комбајна и на тај начин извршена прва жетва у износу од 50 хектара. До 1860. године комбајни са могућством ширине сечења до неколико метара користили су се на америчким фармама. Временом са унапређењем технологије дошло је до разних промена и иновација на комбајнима током времена што је довело до стварања комбајна какве знамо данас.

## Историја
Године 1826. у Шкотској, проналазач свештеник Патрик Бел је конструисао (али није патентирао) машину за жетву, која је користила принцип сечења биљака маказама; принцип који се и данас користи. Белову машину су вукли коњи. Мали број Белових машина је био доступан у Сједињеним Државама. Године 1835, у Сједињеним Државама, Хајрам Мур је направио и патентирао први комбајн, који је био способан да жање, врше и вија житарице. Ране верзије су вукли коњи, мазге или воловске запреге. Године 1835, Мур је направио верзију у пуној величини са дужином од 5,2 m (17 стопа) и ширином реза од 4,57 m (15 стопа); до 1839. године убрано је преко 20 ha (50 acres) усева. Овај комбајн је вукло 20 коња којима су у потпуности руковали пољопривредници. До 1860. године на америчким фармама су коришћени комбајни са резом, односно откосом, ширине од неколико метара.
Паралелно су до 1843. у Јужној Аустралији Џон Ридли и други развили резач заснованог на галском резачу. Ова направа је само скупљала класје, остављајући стабљике у пољу. Овај комбајн и каснији сабирници имали су предност у погледу мањег броја покретних делова и само сабирним главама, што је захтевало мање снаге за рад. Дораде Хјуа Виктора Мекеја довеле су до комерцијално успешног комбајна Саншајн 1885. године.
Комбајне, неке од њих прилично велике, вукле су запреге мазги или коња и користили су точак за пренос снаге. Касније је коришћена снага паре, а Џорџ Стоктон Бери је интегрисао комбајн са парном машином користећи сламу за загревање котла. На прелазу у 20. век, коњски комбајни почели су да се користе на америчким равницама и Ајдаху (често су их вукле запреге од двадесет и више коња).
Године 1911, Холтова мануфактурна компанија из Калифорније, САД произвела је самоходни комбајн. У Аустралији 1923. године, патентирани Sunshine Auto Header био је један од првих самоходних комбајна са централним храњењем. Године 1923. у Канзасу, браћа Болдвин и њихова Gleaner Manufacturing Company патентирали су самоходни комбајн који је укључивао неколико других модерних побољшања у руковању житом. Гленер и Саншајн су користили Фордсонове моторе; рани Гленери су користили целу Фордсонову шасију и погон као платформу. Године 1929, Алфредо Ротанија из Аргентине патентирао је самоходни комбајн. International Harvester је почео да прави комбајне на коњску вучу 1915. У то време, везива на коњски погон и самосталне машине за вршење били су чешћи. Током 1920-их, Кејс корпорација и Џон Дир су правили комбајне и они су почели да буду вучени трактором са другим мотором на комбајну који је покретао његов рад. Светски економски колапс 1930-их зауставио је куповину пољопривредне опреме и из тог разлога су људи углавном задржали стари начин жетве. Мали број фарми је инвестирао и користио гусеничарске тракторе да померање опреме.
Комбајни са вучом трактора (који се називају и комбајни на вучу) постали су уобичајени након Другог светског рата пошто су многа газдинства почела да користе тракторе. Пример је била серија Ал-Кроп жетилац. Ови комбајни су користили тресач за одвајање зрна од плеве и сламотресе (решетке са малим зупцима на ексцентричном вратилу) за избацивање сламе уз задржавање зрна. Рани тракторски комбајни су обично били покретани засебним бензинским мотором, док су каснији модели били на PTO погон, преко осовине која је преносила снагу тракторског мотора за управљање комбајном. Ове машине су или стављале пожњевени усев у вреће које су се затим утовариле у вагон или камион, или су имале малу посуду у којој је зрно чувано док се не пребаци путем жњеба.
У САД, Алис-Чалмерс, Маси-Харис, International Harvester, Gleaner Manufacturing Company, Џон Дир и Минеаполис Молин су бивши или садашњи главни произвођачи комбајна. Године 1937, Томас Керол, рођен у Аустралији, који је радио за Маси-Харис у Канади, усавршио је самоходни модел, а 1940. године компанија је почела да широко продаје модел мање тежине. Лајл Јост је 1947. године изумео пуж који би подизао жито из комбајна, што је чинило истовар жита много лакшим и даље од комбајна. Клејс је 1952. лансирао први самоходни комбајн у Европи; године 1953, европски произвођач Клас је развио самоходни комбајн под називом 'Херкулес', који је могао да пожање до 5 тона пшенице дневно. Овај новији тип комбајна је још увек у употреби и покреће га дизел или бензински мотор. Све док средином 1960-их није изумљено самочистеће ротационо сито, мотори комбајна су патили од прегревања, јер би плева која се избацила при жетви ситних житарица зачепила радијаторе, блокирајући проток ваздуха потребан за хлађење.
Значајан напредак у дизајну комбајна био је ротациони дизајн. Зрно се у почетку скида са стабљике пролазећи дуж спиралног ротора, уместо да пролази између шипки рашпице на спољашњој страни цилиндра и конкавног дела. Ротационе комбајне је први пут увео Спери-Њу Холанд 1975. године.
Око 1980-их, уграђена је електроника за мерење ефикасности вршења. Ова нова инструментација је омогућила оператерима да остваре боље приносе зрна оптимизовањем брзине кретања и других радних параметара.
Највећи комбајни „класе 10 плус“, који су се појавили почетком 2020-их, имају скоро 800 коњских снага мотора (600 kW) и опремљени су прикупљачима ширине до 60 ft (18 m).
|  |  |

## Комбајнски пожари
Пожари комбајна за житарице су одговорни за милионе долара губитка сваке године. Пожари обично почињу у близини мотора где се накупља прашина и суви остаци усева. Пожари могу да настану и када се топлота унесе од лежајева или мењача који су покварили. Од 1984. до 2000. године, локалним ватрогасним службама САД пријављено је 695 великих пожара у комбајну за жито. Повлачење ланаца за смањење статичког електрицитета био је један од метода коришћених за спречавање пожара на комбајну, али још није јасно коју улогу статички електрицитет игра у изазивању пожара на комбајну. Примена одговарајућих синтетичких масти смањује трење на кључним тачкама, тј. ланцима, ланчаницима и мењачким кутијама, у поређењу са мазивима на бази нафте. Мотори са синтетичким мазивима ће такође остати знатно хладнији током рада.

## Конверзије
Застарели или оштећени комбајни се могу претворити у тракторе општег типа. Ово је могуће ако релевантни системи (кабина, погон, команде и хидраулика) и даље раде или се могу поправити. Конверзије обично укључују уклањање специјализованих компоненти за вршење и прераду усева; они такође могу укључити модификацију рама и контрола како би боље одговарали раду као трактор (укључујући спуштање ближе тлу). Погони вршалице се понекад могу пренаменити као прикључне осовине.

## Прилагођена берба
У пољопривреди, берба по наруџби је посао бербе усева за друге. Прилагођени комбајни обично поседују сопствене комбајне и раде за исте фарме сваке сезоне жетве. Жетва по наруџбини ослобађа пољопривреднике од потребе да улажу капитал у скупу опрему, док се у исто време максимизира коришћење машине.
Индустрија бербе по мери има своје корене у средини двадесетог века. Пре проналаска комбајна, фармери су обично поседовали сопствене машине за жетву и радили у тандему са радницима мигрантима, који су доносили сопствену опрему за вршидбу. Како су комбинати постајали све раширенији, потражња за радном снагом миграната се смањивала. Прилагођени комбајни, који су поседовали сопствене комбајне, постојали су од 1920-их, иако у малом обиму. Међутим, Други светски рат је изазвао недостатак радне снаге и материјала, а индустрија жетве по мери доживела је велики раст. У Северној Америци, подручје од Тексаса до Саскачевана било је у великој мери опслуживано прилагођеним жетеоцима. Године 1942, било је приближно 500 таквих оператера у овом опсегу, али је до 1947. тај број порастао на 8.000 само у Канзасу. Током година, индустрија се трансформисала од оне коју воде искључиво појединци у породична предузећа. Жетеоци би своје руте и клијенте преносили на своју децу, претварајући тако комбиновање обичаја у породичну традицију.
Прилагођени комбинатори наплаћују своје услуге на неколико начина: фиксна цена по јединици земљишта, цена по бали или проценат усева. Један од највећих проблема за пољопривреднике који ангажују комбајне по наруџби је доступност радне снаге и време жетве. Ако комбајн не може бити доступан тачно када су усеви спремни, постоји ризик од ниске жетве (ако је прерано) или кварења (ако је прекасно).
Број прилагођених комбајна је у модерном времену опао из више разлога. Као прво, консолидација фарми у велике операције омогућила им је да раде на економији обима тако да не морају да се ослањају на извођаче. Конкуренција је још један разлог. У Кини је берба по наруџби постала толико популарна професија крајем 20. века да је превише људи ушло у индустрију и цене су постале прениске да би се остварио профит.